# Parroquia de San José (Puebla)
La Parroquia de San José es un templo religioso de culto católico que pertenece a la jurisdicción eclesiástica de la Arquidiócesis de Puebla de los Ángeles, bajo la advocación de San José. Sus retablos y la capilla de Jesús Nazareno constituyen algunos de los mejores ejemplos del arte barroco novohispano. Posee lienzos de los mejores pintores novohispanos y decimonónicos como Antonio de Santander, Diego Berruecos, Marimón, Pascual Pérez, Miguel Jerónimo Zendejas, Agustín Arrieta y Cayetano Padilla, además de numerosas esculturas atribuidas al taller de la familia Cora. Se encuentra en el populoso barrio de San José al Norte del Centro histórico de la ciudad de Puebla.

## Historia

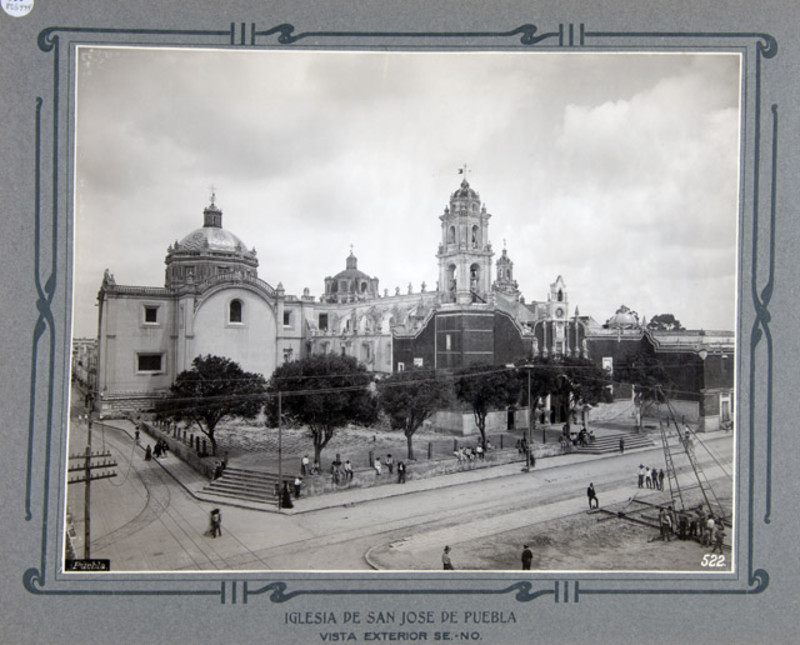
La parroquia a principios del.

La devoción a San José en Puebla se remonta a 1556, a un cuarto de siglo de la Fundación de Puebla, cuando el Ayuntamiento trató de resolver a través de una advocación divina, ya que no se disponía de otro remedio, el grave problema de los rayos que causaban frecuentes desgracias en la ciudad. Se resolvió en un sorteo entre varios santos del que resultó San José como santo patrono contra ese fenómeno atmosférico. Tal fue el origen del culto y devoción a este santo en Puebla, cuya fiesta se celebra el 19 de marzo.
Posteriormente, el obispo Don Diego Romano, al inicio de su gobierno episcopal, mandó construir un primitivo templo para segregar de los barrios del norte de la ciudad las muy centralizadas funciones de parroquia que tenía el Sagrario, estableciendo como término de las dos parroquias el camino que venía de Veracruz hacia México que pasaba por la antigua calle de Los Mesones, actual 18 Oriente-Poniente. El templo quedó listo para 1595 y se dedicó a San José. Esta iglesia en sus inicios estaba orientada hacia el poniente, al contrario de su actual ubicación. Era de dos bóvedas que forman parte de la anteiglesia del actual templo, el cual se comenzó a construir a partir de 1628, al mismo tiempo que la plazuela de enfrente. Los techos del edificio original eran de madera por lo que el capitán Antonio Fernández de Aguilar mandó construir bóvedas y rebajar sus pilares, que eran muy gruesos. Se concluyó parcialmente en 1693 pues aún no se comenzaba la capilla de Jesús Nazareno. El maestro de las obras fue el arquitecto Diego de la Sierra Garcipérez.

## Arquitectura

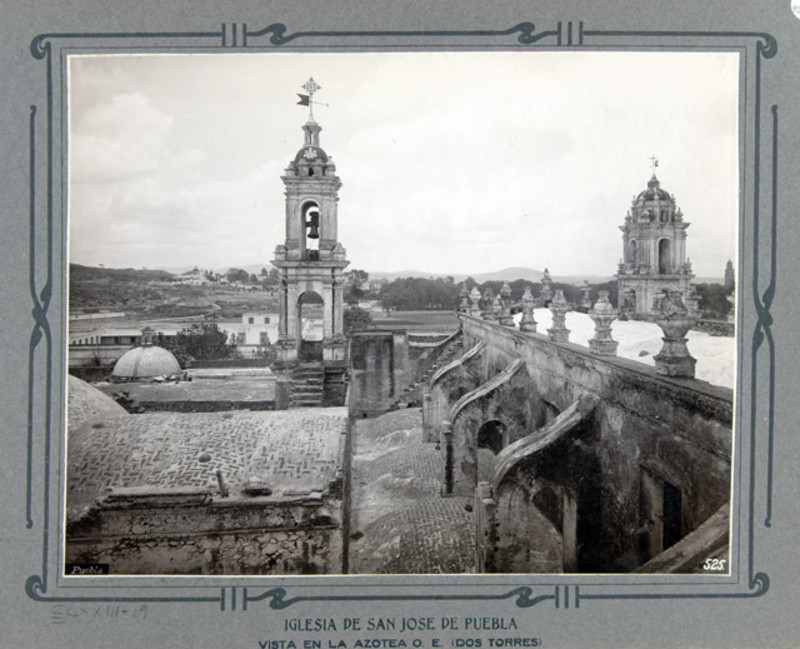
Campanarios de la iglesia vistos desde su cúpula.

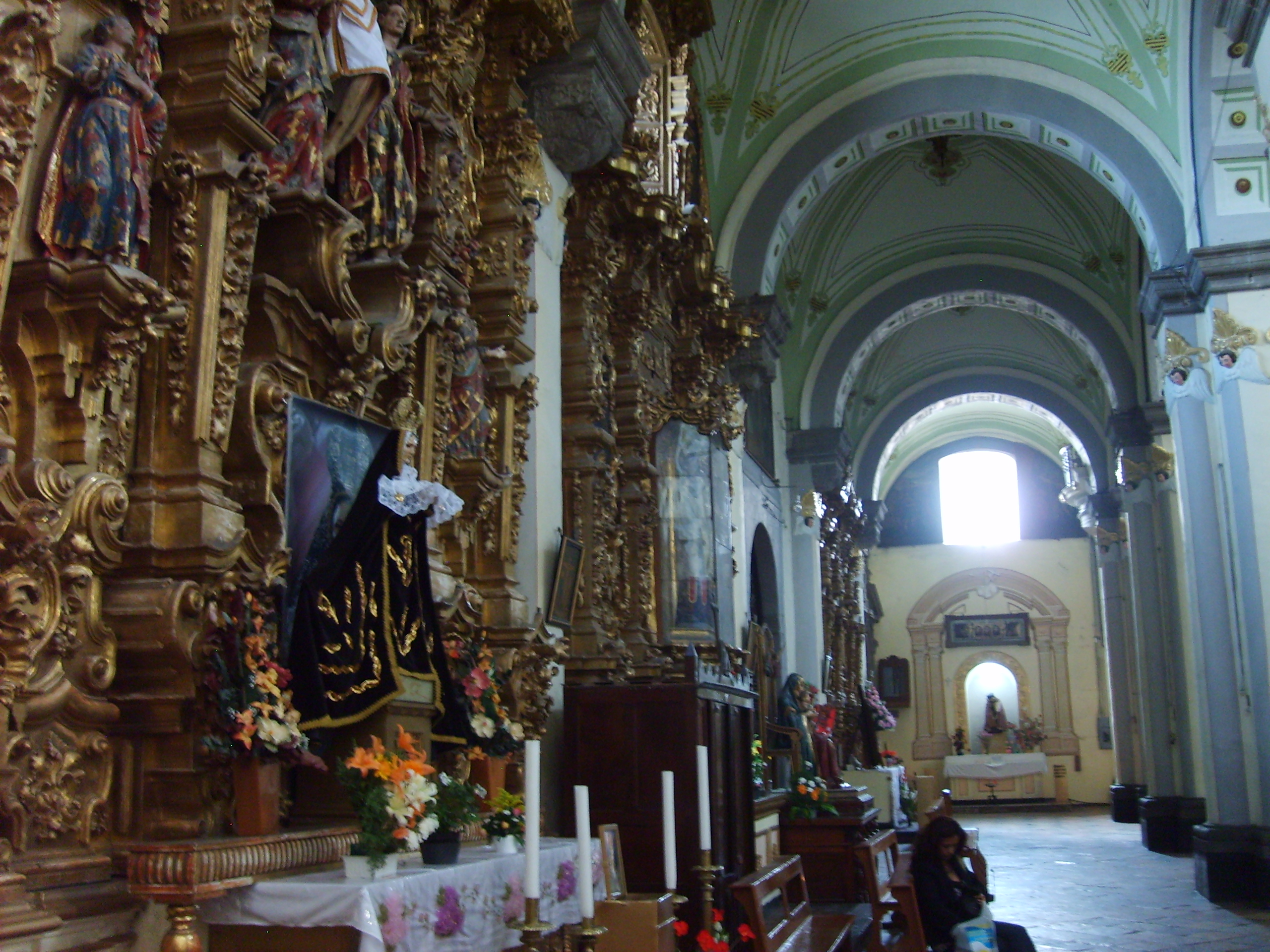
Retablos barrocos y churriguerescos que adornan las naves procesionales.

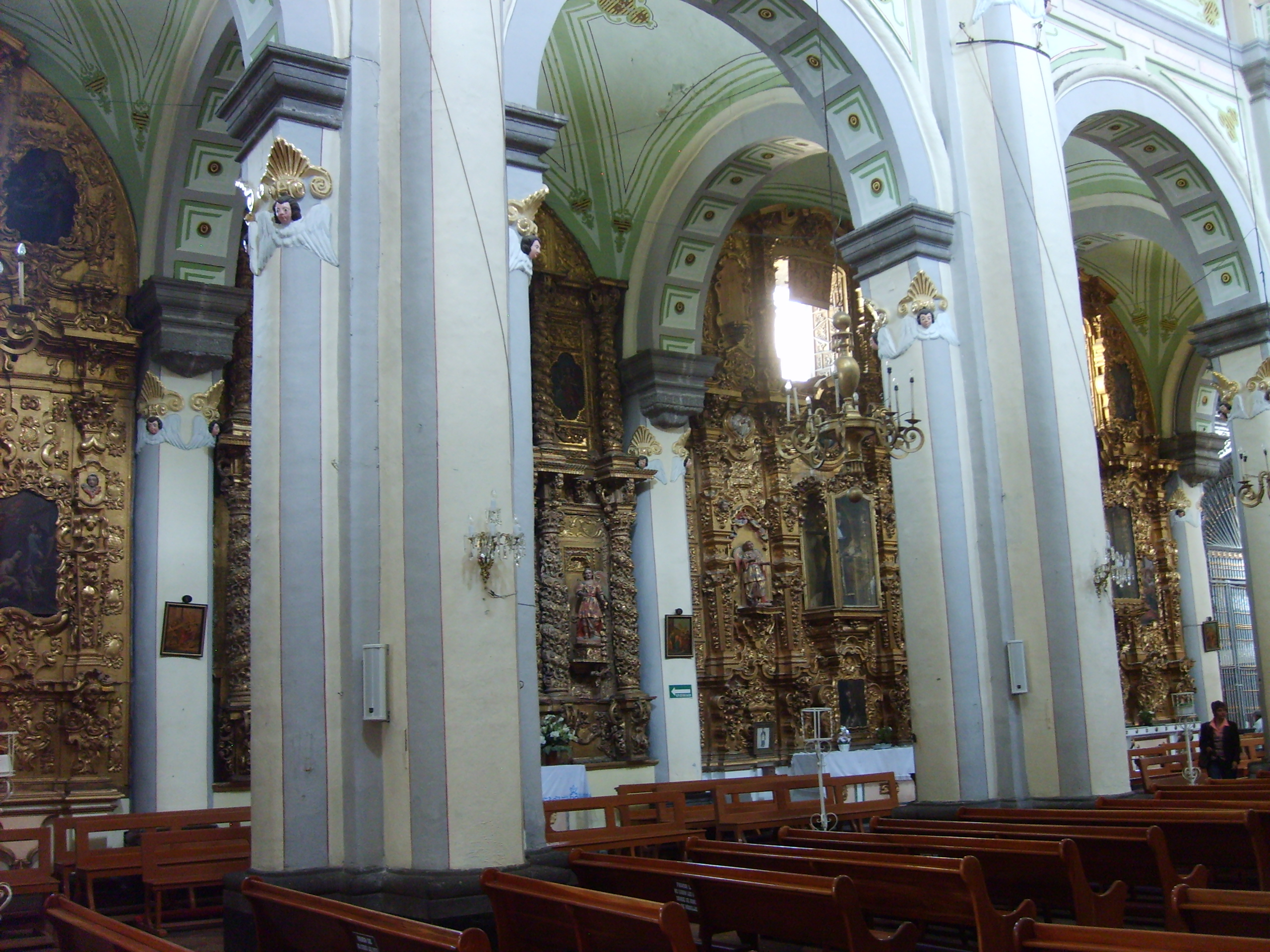
Los complicados retablos barrocos de San José constituyen el más puro ejemplo de este estilo.

### Exterior
Muestra una colorida portada con columnas, friso y pilares tapizados con azulejo de talavera poblana. Su única torre de dos cuerpos y remate octagonal, está a su vez revestida de ladrillo, como la anexa Casa de ejercicios. Su atrio conserva aún los pilares que antaño estuvieran en el atrio de la Catedral. El esbelto campanario se ubica en una esquina.

### Interior
El interior es de tres naves y está precedida por un vestíbulo que formó parte de la mencionada iglesia anterior edificada en 1595. Sobre los muros de las naves procesionales destacan ocho grandiosos retablos barroco-churriguerescos dorados que contrastan con el estilo neoclásico del altar mayor. La sacristía es quizá la más bella de Puebla, por su arquitectura y aderezado de muebles como la cajonera taraceada y sus cuadros de renombrados pintores poblanos.

#### Capilla de Jesús Nazareno

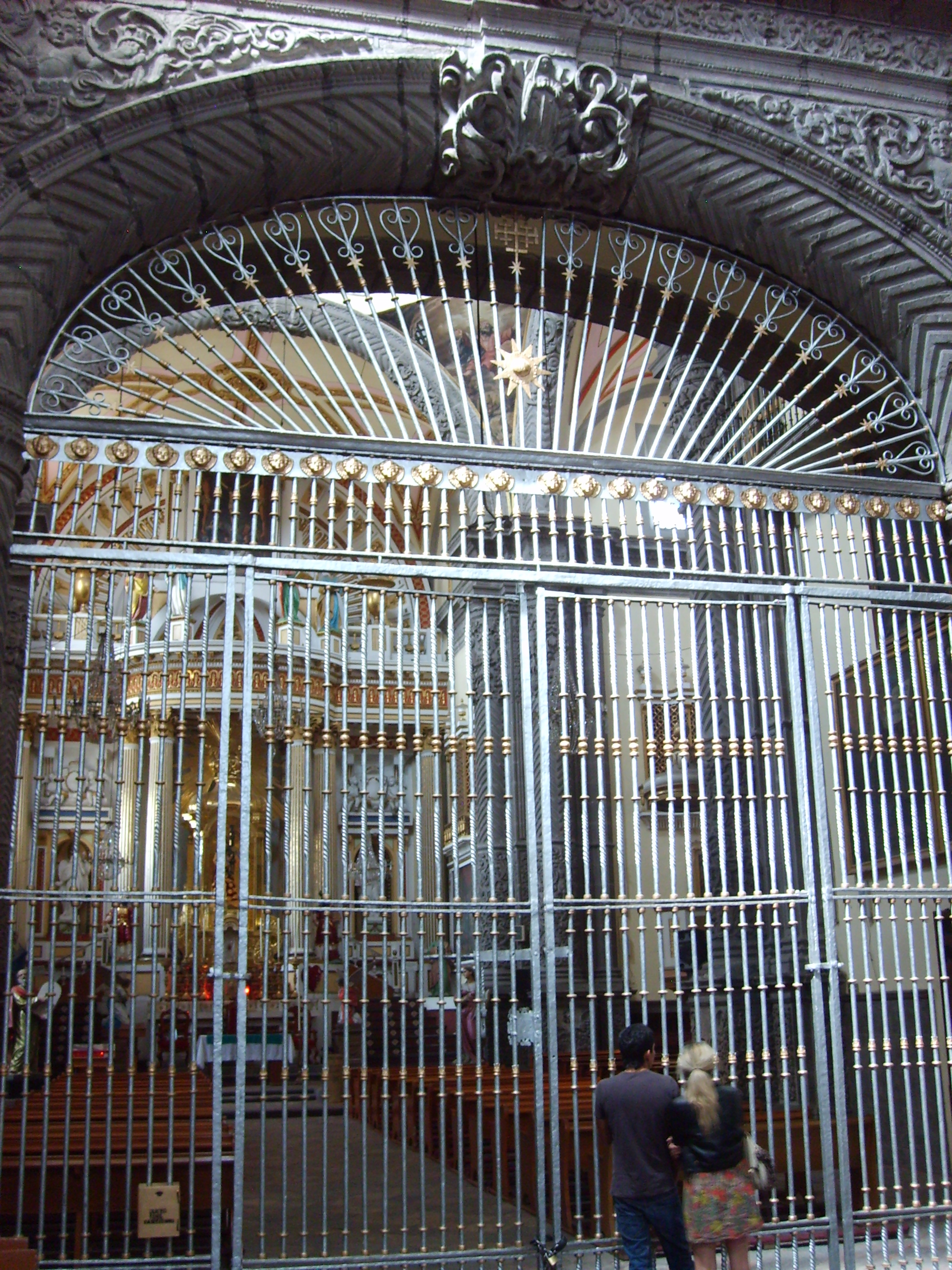
El acceso a la capilla de Jesús Nazareno.

San José tiene varias capillas que se abren a los lados de su nave, La capilla de Jesús, por el lado Sur, inaugurada en 1706, por el lado Norte hay otras tres, la de Santa Ana, mencionada por Veytia en 1780, la de los Naturales terminada en 1827 y la llamada originalmente del Cañón Dorado o de Jesús Nazareno. Esta última merece mención especial por el gran tamaño de su interior y cúpula, pero no menos interesante es su decoración, las jambas y frisos del acceso están ricamente labradas en cantera, lo mismo que los pedestales, el fuste o cuerpo de las columnas y los arcos que sostienen la cúpula. El retablo del altar mayor es digno de admirase. Edificada entre 1693 y 1706 por el arquitecto Diego de la Sierra, es de estilo barroco y de planta cruciforme, su gran cúpula de azulejos sostenida por un tambor octagonal de enormes dimensiones es una de las más vistosas y artísticas de la ciudad.

#### Dato curioso
En la fachada del lado izquierdo se halla una placa que conmemora a un niño héroe: 

En esta parroquia fue bautizado José Vicente de la Soledad Suárez, uno de los cadetes que ofrendaron sus vidas en la defensa del Castillo de Chapultepec en 1847.

## Horarios

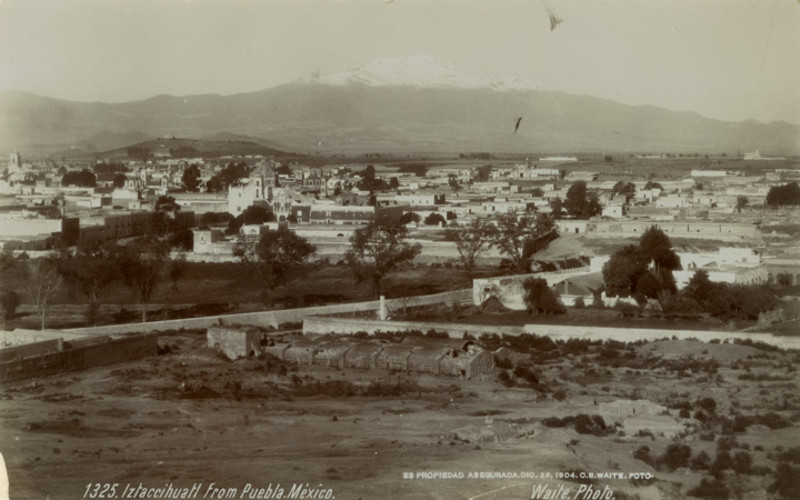
Vista de la ciudad y sus alrededores desde el Barrio del Alto. Casi en primer plano, se aprecia la parroquia.

| Horario de misas                                         |
| Domingos                                                 |
| -------------------------------------------------------- |
| 7:00am, 8:00am, 9:00am, 12:00pm, 1:00pm, 6:00pm, 7:00pm, |
| Lunes a sábado                                           |
| 7:00am y 8:00am                                          |